# ماجد شريفي
ماجد علي شريفي لاعب كرة قدم سعودي ،لعب سابقاً في نادي الوطني.